# 荒川浩久
荒川 浩久（あらかわ ひろひさ、1952年9月-）は日本の歯科医師、歯学者。神奈川歯科大学口腔保健学教授。

## 経歴
1977年に神奈川歯科大学卒業、以後同大学にて研究員、助手、講師、助教授を務め、2000年より口腔衛生学教授、2004年より現職。
1984年 神奈川歯科大学　歯学博士　論文は「低濃度フッ化物溶液(F:100ppm)洗口によるう蝕抑制効果」。

## 著作
- 荒川浩久、平田幸夫『口腔衛生学サイドリーダー』学建書院、2000年6月。ISBN 978-4-7624-0141-1。 NCID BA47881130。
- 荒川浩久 編『プラークコントロールのためのホームケア指導』クインテッセンス出版、2000年8月。ISBN 978-4874176559。 NCID BA50567429。
- 荒川浩久他『スタンダード衛生・公衆衛生』（第2版）学建書院、2001年2月1日。ISBN 978-4-7624-1610-1。
- 荒川浩久、平田幸夫『口腔衛生学サイドリーダー』（第2版）学建書院、2002年1月。ISBN 978-4-7624-1141-0。
- 米国国立疾病管理予防センター『米国におけるう蝕の予防とコントロールのためのフッ化物応用に関する推奨』翻訳 日本口腔衛生学会フッ化物応用研究委員会 荒川浩久、田浦勝彦、口腔保健協会、2002年5月。ISBN 978-4896051797。
- 荒川, 浩久、神原, 正樹、安井, 利一 編『スタンダード口腔保健学　-健康科学として考える-』学建書院、2003年3月。ISBN 978-4762406348。
- 荒川, 浩久、宮澤, 忠蔵、安井, 利一 編『生活と健康‐測定と評価法‐』（第2版）学建書院、2004年1月。ISBN 978-4762416002。
- 荒川浩久 他 著、末高武彦 編『スタンダード衛生・公衆衛生』（第9版）学建書院、2005年3月。ISBN 4-7624-2625-3。 NCID BA71902259。
- 荒川浩久、平田幸夫『口腔衛生学サイドリーダー』（第4版）学建書院、2005年6月。ISBN 4-7624-2141-3。 NCID BA72785875。
- 荒川, 浩久、宮澤, 忠蔵、宮澤, 忠蔵 編『口腔保健実践ガイドブック』学建書院、2005年7月。ISBN 978-4762406454。
- 荒川浩久『歯科衛生士のためのフッ化物応用のすべて』クインテッセンス出版〈別冊歯科衛生士〉、2005年12月。ISBN 978-4874178843。 NCID BA75464914。
- 荒川, 浩久、宮澤, 忠蔵、安井, 利一 編『生活と健康 測定と評価法』（第3版）学建書院、2006年1月。ISBN 4-7624-1600-2。 NCID BA82332753。
- 末高, 武彦、米満, 正美、神原, 正樹 ほか 編『スタンダード衛生・公衆衛生』（第10版）学建書院、2007年3月20日。ISBN 978-4-7624-3625-3。 NCID BA81495810。
- 荒川, 浩久、神原, 正樹、安井, 利一 編『スタンダード口腔保健学 健康科学として考える』（第2版）学建書院、2008年3月。ISBN 978-4-7624-1634-7。 NCID BA85139986。
- 荒川, 浩久、尾﨑, 哲則、神原, 正樹 ほか 編『口腔衛生学 －口腔保健統計を含む－』学建書院〈歯科衛生士テキスト〉、2008年4月。ISBN 978-4-7624-2177-8。 NCID BA85908468。
- 荒川浩久、平田幸夫『口腔衛生学サイドリーダー』（第4版）学建書院、2008年6月。ISBN 978-4-7624-3141-8。 NCID BA86027332。
- 荒川浩久、田村達二郎、岸光男、品田佳世子、文元基宝、前田伸子 著、鶴本明久 編『知ってて得した！う蝕予防に活かせるエビデンス』クインテッセンス出版、2009年1月10日。ISBN 978-4781200545。 NCID BA88940558。
- 荒川, 浩久、尾﨑, 哲則、神原, 正樹 ほか 編『歯科衛生士テキスト口腔衛生学‐歯科保健統計を含む』学建書院、2009年3月。ISBN 978-4-7624-2177-8。 NCID BA85908468。
- 末高, 武彦、米満, 正美、神原, 正樹 ほか 編『スタンダード衛生・公衆衛生』（第11版）学建書院、2009年3月20日。ISBN 978-4762446252。 NCID BA89550592。
- 荒川, 浩久、神原, 正樹、安井, 利一 編『スタンダード口腔保健学 健康科学として考える』（第3版）学建書院、2010年3月20日。ISBN 978-4762426346。 NCID BB01485041。
- 荒川浩久、宮澤忠蔵 編『口腔保健実践ガイドブック』（第2版）学建書院、2010年12月1日。ISBN 978-4762416453。 NCID BB04431581。
- 末高, 武彦、米満, 正美、神原, 正樹 ほか 編『スタンダード衛生・公衆衛生』（第12版）学建書院、2011年3月。ISBN 978-4762456251。 NCID BB05256137。
- 荒川, 浩久、廣瀬, 公治、安井, 利一 編『生活と健康 測定と評価法』（第4版）学建書院、2011年3月20日。ISBN 9784762426001。 NCID BB05256432。
- 末高, 武彦、米満, 正美、神原, 正樹 ほか 編『スタンダード衛生・公衆衛生』（第13版）学建書院、2013年3月20日。ISBN 978-4762466250。 NCID BB12325499。

## 所属団体
- 日本口腔衛生学会 常任理事[4]
- 日本公衆衛生学会 評議員[2]
- 日本障害者歯科学会[2]
- 国際歯科研究学会[2]

| 学職                                             | 学職                                                     | 学職                                           |
| ------------------------------------------------ | -------------------------------------------------------- | ---------------------------------------------- |
| 先代 小林清吾 第60回 2011年 千葉市文化交流プラザ | 日本口腔衛生学会・総会 会長 第61回 2012年 神奈川歯科大学 | 次代 内海順夫 第62回 2013年 長野県松本文化会館 |